# Rhagonycha semifumatus
Rhagonycha semifumatus là một loài bọ cánh cứng trong họ Cantharidae. Loài này được Fairmaire miêu tả khoa học năm 1889.